# Micaela Ramazzotti
Pour les articles homonymes, voir Ramazzotti.
Micaela Ramazzotti, née le 17 janvier 1979 à Rome, est une actrice italienne.

## Biographie
Micaela Ramazzotti est née le 17 janvier 1979 à Rome. A treize ans, elle joue dans des photo-romans pour le magazine pour enfants « Cioè ». Elle fait ses débuts en 1999 dans le film pour adolescents La prima volta de Massimo Martella, produit par Pupi Avati, pour lequel elle joue ensuite un petit rôle dans La via degli angeli (1999). En 2000  elle est retenue pour jouer son premier rôle important dans Zora la vampira  où elle est  Zora.
Après avoir travaillé en 2001 pour Claudio Bigagli dans Commedia sexy, Micaela Ramazzotti entreprend des tournages pour la télévision  avec entre-autres  Una donna per amico (2001), Gli occhi dell'amore (2001),  R.I.S. - Delitti Imperfetti (2007), L'ultimo padrino (2008).
En 2005 avec Sexum Superando - Isabella Morra, réalisé par Marta Bifano, elle revient au cinéma. Le film est suivi en 2006 par Non prendere impegni stasera  de Gianluca Maria Tavarelli, présenté la même année à la Mostra de Venise, où l'actrice remporte le « Prix Wella Cinema Donna ».
En 2008 avec Tutta la vita davanti de Paolo Virzì, elle atteint la notoriété.
En 2009, elle se marie avec Paolo Virzì, avec lequel elle a deux enfants.

## Filmographie

### Actrice de cinéma
- 1998 : La prima volta de Massimo Martella : Norma
- 1999 : La via degli angeli de Pupi Avati : Norma
- 1999 : Vacanze di natale 2000 de Carlo Vanzina : Glada
- 2000 : Zora la vampira de Marco et Antonio Manetti : Zora
- 2001 : Commedia sexy de Claudio Bigagli : Giulia
- 2005 : Sexum superando - Isabella Morra de Marta Bifano : Isabella di Morra
- 2006 : Non prendere impegni stasera de Gianluca Maria Tavarelli : Veronica
- 2008 : Tutta la vita davanti de Paolo Virzì : Sonia
- 2009 : Ce n'è per tutti de Luciano Melchionna (it) : Isa
- 2009 : Question de cœur (Questione di cuore) de Francesca Archibugi : Rossana
- 2010 : La prima cosa bella de Paolo Virzì : Anna Nigiotti in MIchelucci
- 2011 : Le Grand Cœur des femmes (Il cuore grande delle ragazze) de Pupi Avati : Francesca Osti
- 2012 : Posti in piedi in paradiso de Carlo Verdone : Gloria
- 2012 : Bellas mariposas de Salvatore Mereu : La Coga Aleni
- 2013 : Ton absence (Anni felici) de Daniele Luchetti : Serena
- 2014 : Mezzanotte (Piu buio di mezzanotte) de Sebastiano Riso : Rita
- 2015 : Il Nome del figlio de Francesca Archibugi : Simona
- 2015 : Ho ucciso Napoleone de Giorgia Farina : Anita
- 2016 : Folles de joie (La Pazza gioia) de Paolo Virzì : Donatella Morelli
- 2016 : Qualcosa di nuovo de Cristina Comencini : Maria
- 2017 : Una famiglia de Sebastiano Riso : Maria
- 2017 : La tenerezza de Gianni Amelio : Michela
- 2018 : Una storia senza nome de Roberto Andò
- 2019 : Vivere de Francesca Archibugi
- 2020 : Nos plus belles années (Gli anni più belli) de Gabriele Muccino
- 2023 : Felicità de Micaela Ramazzotti : Désiré Mazzoni

### Réalisatrice
- 2023 : Felicità

## Distinctions
- David di Donatello de la meilleure actrice en 2010 pour La prima cosa bella
- Ruban d'argent de la meilleure actrice en 2010 pour La prima cosa bella
- Ruban d'argent de la meilleure actrice en 2012 pour Posti in piedi in paradiso et Le Grand Cœur des femmes (Il cuore grande delle ragazze)
- Ruban d'argent de la meilleure actrice dans un second rôle en 2015 pour Il nome del figlio
- Ruban d'argent de la meilleure actrice en 2016 pour Folles de joie (La pazza gioia)